# Reichenbach im Vogtland
Reichenbach im Vogtland è una città della Sassonia, in Germania.
Appartiene al circondario del Vogtland.
Reichenbach si fregia del titolo di "Grande città circondariale" (Große Kreisstadt).

## Storia
Reichenbach im Vogtland ebbe origine come insediamento dei Franchi e deve il proprio sviluppo alla posizione privilegiata in una valle vicino al castello di Mylau. Nel 1212 fu ufficialmente chiamata Richenbach, probabilmente a causa dei molti bacini di zone umide (in tedesco: Bäche) presenti nell'area che ora ospita la città vecchia. Divenne comune intorno al 1240 e un decreto del 1271 fondava la "civitatis richenbach", una piccola città riconosciuta con dei diritti autonomi di difesa, commercio e amministrazione municipale. Molta della documentazione relativa alla storia di Reichenbach è andata persa negli incendi del 1720, 1773, e 1833. La fondazione della chiesa parrocchiale di Pietro e Paolo risale al XII secolo.

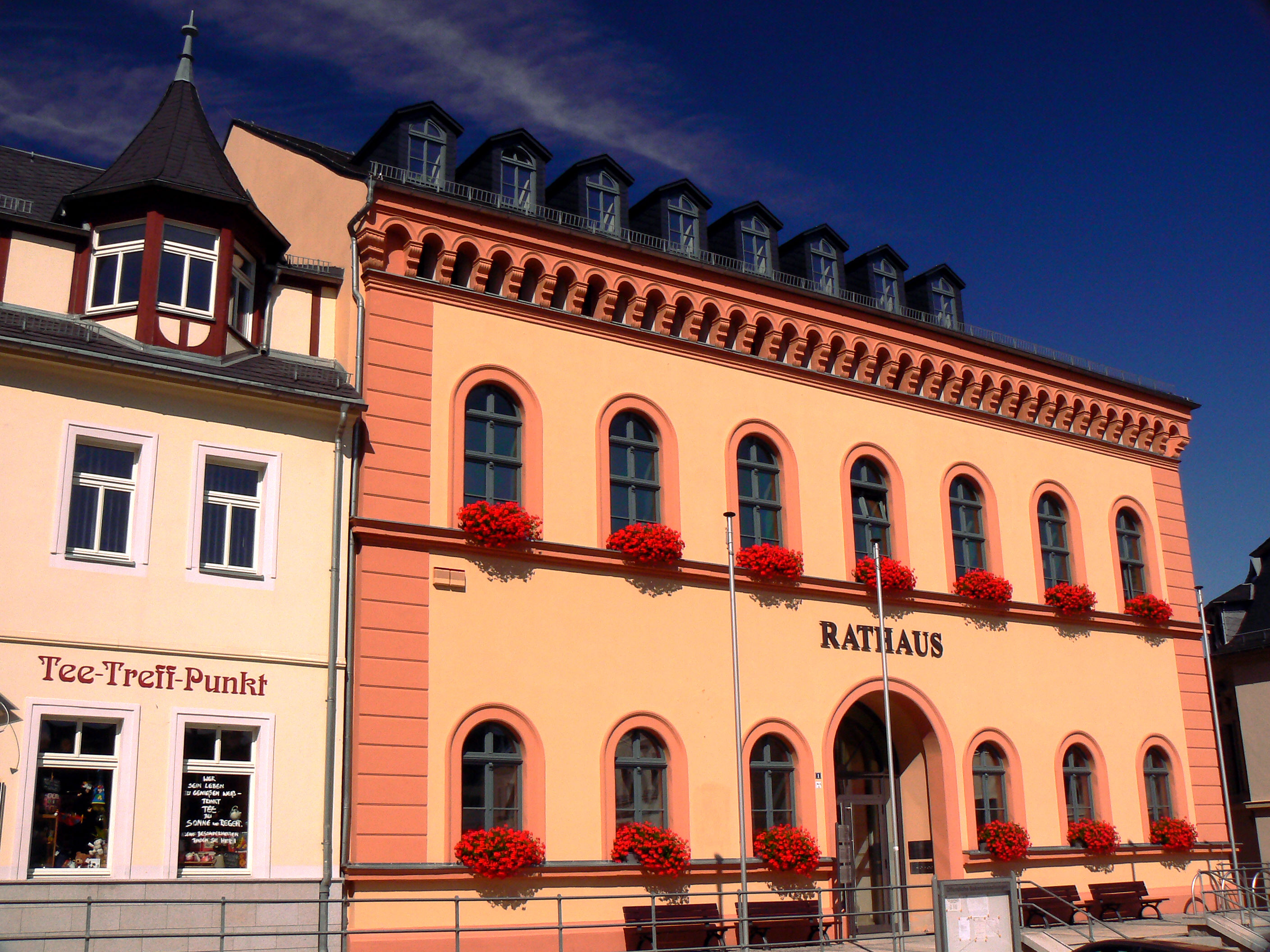
Il municipio

L'inizio dell'era industriale permise alla città di progredire ulteriormente, di nuovo grazie alla propria posizione geografica. L'industria tessile era la principale attività di Reichenbach, ma nel XIX secolo l'industria per la lavorazione dei metalli si insediò nella città e all'inizio del XX si sviluppò l'industria della cellulosa e le stamperie. Alcune delle strutture più importanti di Reichenbach risalgono a questo periodo, incluso il Municipio (1837–1839), la Stazione Ferroviaria (1846), e il ponte in mattoni più grande del mondo, il ponte di Göltzschtal (1846–1851).
Reichenbach im Vogtland ha avuto un ruolo insignificande durante la seconda guerra mondiale. Il 21 marzo 1945, un bombardamento americano uccise 161 persone e distrusse molti edifici. 
Andando contro gli ordini del Partito Nazista, il sindaco Otto Schreiber si arrese il 17 aprile senza combattere. La città fu occupata dalle truppe americane che poi ne cedettero il controllo ai russi il 1º luglio 1945. Circa 120 giovani innocenti tra i 15 e i 16 anni furono arrestati e trasferiti in Unione Sovietica dai servizi segreti predecessori del KGB.
Quando la Germania fu divisa, Reichenbach im Vogtland divenne parte della Germania Est. Da allora la popolazione è scesa da 35 000 fino ai 20 000 di oggi. La stessa cosa che accadde a molte città industriali dell'ex Germania Est, nel 1991 la riunificazione della Germania provocò la perdita del lavoro per molti e questi si trasferirono. Da allora vi sono stati molti tentativi per ricostruire l'economia locale. Rimangono ancora molti edifici industriali a Reichenbach con un grosso valore storico ma con poca attrattiva.
Il 1º gennaio 1999 alla città di Reichenbach/Vogtland venne aggregato il comune di Schneidenbach.
Reichenbach è suddivisa nei quartieri Friesen, Brunn, Rotschau e Schneidenbach, e ha relazioni di collaborazione con Heinsdorfergrund fin dal 2000.
Il 1º gennaio 2016 venne aggregata alla città di Reichenbach im Vogtland la città di Mylau.

## Società

### Evoluzione demografica
| 1834 - 1910 - 1834: 5 165 - 1869: 10 200 - 1871: 12 942 - 1875: 14 620 - 1880: 16 509 - 1885: 18 320 - 1890: 21 496 - 1910: 29 685 | 1925 - 1971 - 1925: 30 862 - 1933: 32 276 - 1939: 31 661 - 1946: 34 708 - 1950: 32 320 - 1960: 29 598 - 1964: 29 535 - 1971: 28 545 | 1981 - 2000 - 1981: 25 458 - 1984: 25 033 - 1990: 25 036 - 1995: 24 762 - 1997: 23 949 - 1998: 24 251 - 1999: 23 831 - 2000: 23 469 | 2001 - 2010 - 2001: 23 096 - 2002: 22 923 - 2003: 22 729 - 2004: 22 371 - 2005: 22 082 - 2007: 21 210 - 2008: 20 746 - 2009: 20 449 - 2010: 20 146 |

## Politica
Sindaco della città è dal maggio del 2016 Raphael Kürzinger (CDU)

## Turismo

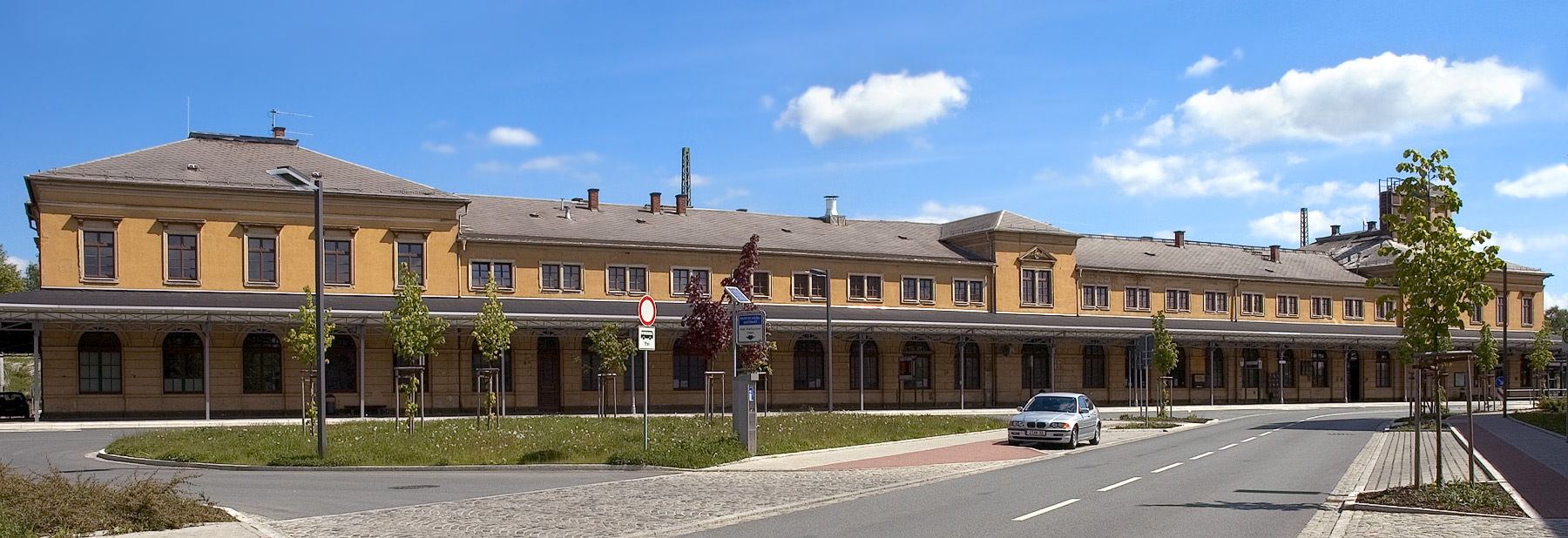
Reichenbach Oberer Bahnhof

La Göltzschtalbrücke

- La stazione ferroviaria di Reichenbach (Oberer Bahnhof) fa parte della linea ferroviaria Lipsia-Hof.

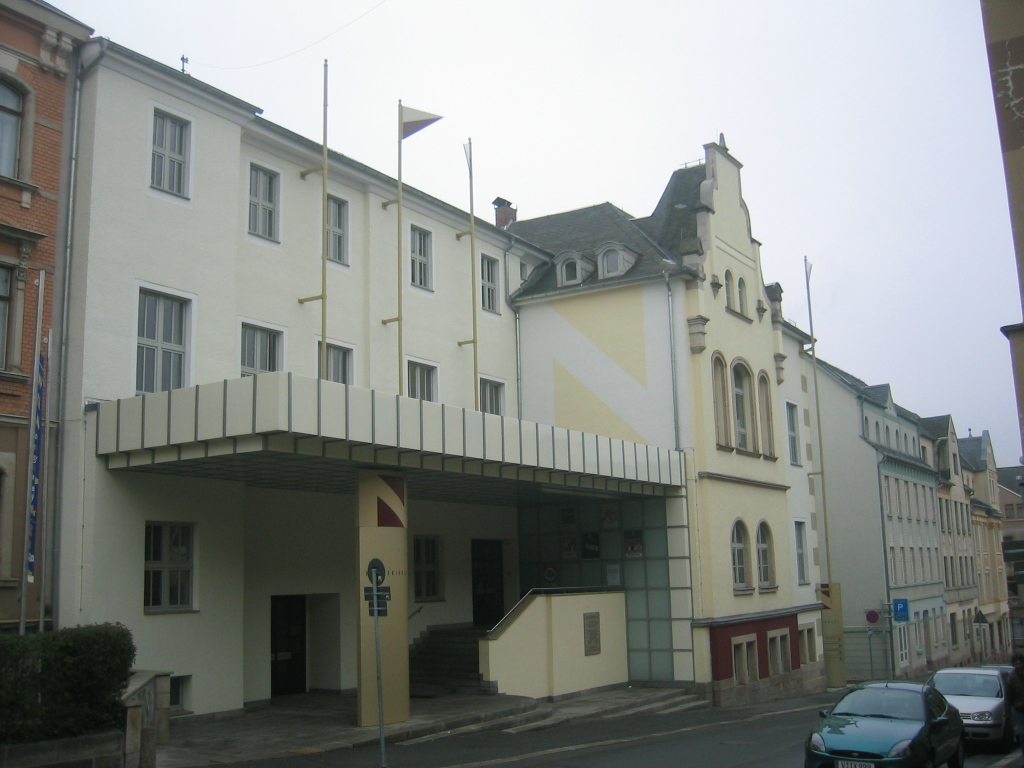
Neuberinhaus (museum, theatre and concert hall)

- La Neuberinhaus, soprannominato "il Neuberin", è un museo storico e teatrale locale, dedicato al più famoso cittadino, l'attrice Friederike Caroline Neuber (1697–1760). Un'esposizione permanente la ricorda assieme alle rappresentazioni teatrali tedesche del XVII secolo e alla storia della città.

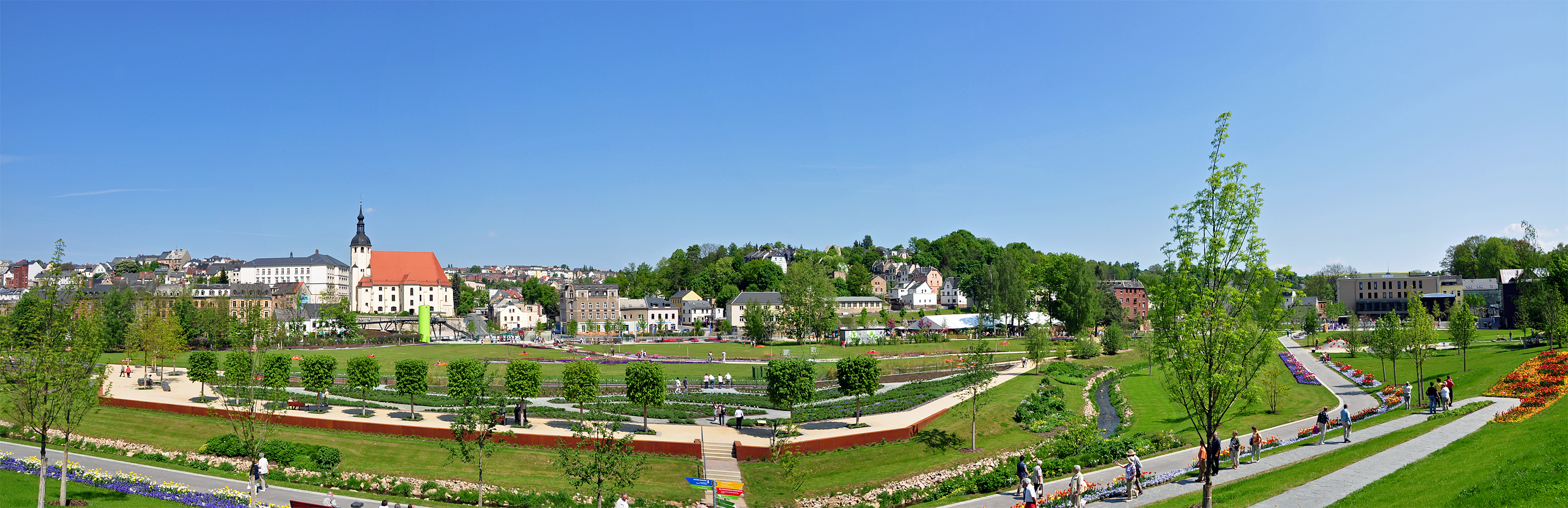
Vista sul parco

- Il parco della V Landesgartenschau della Sassonia (esposizione di orticoltura), che si tenne dal 1º maggio al 18 ottobre del 2009.

## Altri siti interessanti
Reichenbach im Vogtland ha anche una torre di telecomunicazioni della Deutsche Telekom eretta in calcestruzzo, che include una stazione VHF per le radio Vogtlandradio. Da non confondere con la torre di Reichenbach (Oberlausitz) che trasmette in MDR a 1188 kHz.
Hanno sede a Reichenbach le facoltà di architettura e di management dell'industria tessile e del pellame dell'Università delle scienze applicate di Zwickau. Nella città si trova anche un liceo, una scuola media, tre scuole primarie e una scuola speciale per persone disabili.